# Reflections (Care Enough)
"Reflections (Care Enough)" é uma canção gravada pela cantora e compositora norte-americana Mariah Carey. Foi lançada pela editora discográfica Virgin Records a 15 de Dezembro de 2001 como o quarto e penúltimo single do oitavo álbum de estúdio da artista, a banda sonora do filme Glitter (2001). Composta por Carey em colaboração com Philippe Pierre, e produzida e arranjada também pela própria interprete com o duo Jimmy Jam and Terry Lewis, a música retrata uma protagonista, que neste caso é a personagem Billie Frank, que reflecte sobre como a sua mãe não "se importava o suficiente" com ela.
Devido a divergências contractuais entre a artista e a editora, "Reflections (Care Enough)" não recebeu promoção e nem sequer lançamento nos Estados Unidos. Contudo, devido a uma obrigação inclusa no contrato da artista, foi bastante divulgada no Japão, tendo mesmo assim não conseguido entrar em nenhuma tabela musical. A música foi apresentada ao vivo por apenas uma vez e um trecho de Glitter no qual Carey canta a canção foi usado para divulgar o filme na Ásia.

## Antecedentes e lançamento
Após o término das actividades promocionais para o seu sexto álbum de estúdio, Butterfly (1997), Carey começou a desenvolver um projecto de filme e banda sonora, primeiramente intitulado All That Glitters. No entanto, durante esse período, a sua editora discográfica Columbia pressionou-a a lançar uma compilação de grandes sucessos, em tempo para a temporada de férias em Novembro. Consequentemente, a cantora deixou de trabalhar em All That Glitters, e o álbum #1's foi distribuído em Novembro de 1998. Depois do lançamento do seu sétimo trabalho de estúdio, Rainbow, em 1999, no qual ela exerceu todo o controle criativo sobre seu som, a artista deixou sua música e imagem mais hip-hop e R&B. Logo depois, Carey completou o seu contracto com a Columbia Records, e assinou com a Virgin Records, editora subsidiária da EMI Records, em um acordo de cinco discos, no valor de USD 100 milhões, além da editora ter dado à cantora todo o controle conceptual e criativo do projecto. Ela optou por gravar um álbum em parte misturado com influências da década de 80 e outros géneros semelhantes, para tornar-se igual à definição do filme, que era ambientado em 1982. Enquanto a data se aproximava, o título foi alterado simplesmente para Glitter. No início de 2001, Carey terminou o seu relacionamento de três anos com o cantor latino Luis Miguel. Além da divulgação pesada do projecto, a intérprete já havia gravado as cenas para a película e gravado a banda sonora acompanhante, bem como já ter filmado WiseGirls (2001). Devido à pressão da média, seu horário de trabalho pesado e a separação de Miguel, Carey começou a postar uma série de mensagens perturbadoras em sua página oficial online, e apresentar um comportamento errático em várias aparições promocionais.
A banda sonora de Glitter foi lançada nos Estados Unidos no dia 11 de Setembro de 2001. Devido aos acontecimentos que se deram naquele dia, o álbum teve uma fraca promoção e posteriormente um desempenho comercial pouco favorável. O primeiro single do disco, "Loverboy" (2001), com participação do rapper Cameo, teve um sucesso moderado nas tabelas musicais, recebendo o certificado de disco de ouro nos EUA e na Austrália. Na tentativa de conseguir-se alcançar um sucesso maior, foi lançado "Never Too Far" como o segundo single. Contudo, acabou tendo uma repercussão menor que "Loverboy". "Don't Stop (Funkin' 4 Jamaica)", lançado como um duplo lado-A de "Never Too Far", teve também um desempenho menor que o primeiro single. "Reflections (Care Enough)", lançado a 15 de Dezembro de 2001, foi a quarta tentativa de aumentar as vendas do álbum. Contudo, não recebeu promoção nem divulgação na América do Norte e em vários outros mercados internacionais. Devido a obrigações contratuais, a antiga distribuidora fonográfica de Carey, a Sony Music Entertainment, em associação com a Virgin Records, lançou um CD single de "Reflections (Care Enough)" apenas no Japão, onde o filme teve bastante repercussão e angariou maior parte do seu lucro. Na Coreia do Sul, a EMI Music distribuiu um maxi single de sete faixas. Apesar de toda esta promoção, a canção não conseguiu entrar em tabelas musicais.

## Estrutura musical e recepção crítica
"É no início dos anos 80, no cenário de discoteca daquele tempo. Eu interpreto uma cantora, Billie, que é multi-racial, nascida de um pai branco e uma mãe negra. Billie cresce num lar de acolhimento, porque a sua mãe abandonou-a. Mais tarde, ela conhece um DJ e torna-se uma estrela em apenas uma noite. A questão é, que durante todo este tempo ela espera que a mãe retorne. Como você pode ver, isto está bem distante da minha realidade, porque eu não poderia ter ter um relacionamento mais próximo com a minha mãe. Quando ela não está comigo, liga-me a cada cinco minutos."

— Carey em uma entrevista sobre o filme.
"Reflections (Care Enough)" é uma canção composta por Mariah Carey e Philippe Pierre e produzida e arranjada também por Carey com o auxílio do duo Jimmy Jam & Terry Lewis. Tem a duração total de três minutos e vinte e um segundos (3:21). A sua produção baseia-se essencialmente em batidas do género musical R&B enquanto vai incorporando a música pop também. A sua instrumentação é caracterizada por um piano forte que pode ser ouvido em toda a música. As letras retratam uma protagonista, que neste caso é Billie Frank, cuja mãe nunca prestou-lhe bastante atenção e não se preocupou com ela enquanto criança. A música foi usada como um "desabafo emocional" para demonstrar a mágoa sentida por Billie. Além disso, durante o seu gancho, Carey "misteriosamente" refere-se ao aborto: "you could have had the decency to give me up before you gave me life", sobre a protagonista do filme ter sido abandonada por sua mãe quando criança. Segundo Carey, "Reflections (Care Enough)" é uma canção que "eu escrevi sobre uma criança adoptiva. É sobre se sentir perdido quando não temos a proteção de uma família".
Sal Cinquemani, da revista Slant, sentiu que a canção tinha uma reminiscência das baladas de Carey do início de sua carreira, e declarou que a canção tinha uma "beleza simples". "'Reflections (Care Enough)' conta a história de uma estranha figura materna [..]. A ponte da canção é bizarra, contudo, fazendo uma alusão ao aborto." Dante Thomas, do jornal Daily News, escreveu que Carey apresenta-nos uma "balada anónima e sem objectivo". David Browne, da revista electrónica Entertainment Weekly, fez uma análise mista: "Ela [Carey] lamenta o fim de um relacionamento por várias vezes, mais credível em 'Reflections (Care Enough)' — um trabalho típico de Ma-riah cantado com uma emoção de solidão".

## Apresentações ao vivo e divulgação
Carey cantou a música ao vivo para um público nos EUA em seu especial de natal transmitido pela Columbia Broadcasting System (CBS), At Home for the Holidays with Mariah Carey, que foi emitido na noite de 21 de Dezembro de 2001. Durante a sua apresentação, a artista cantou uma letra diferente na ponte da música. Enquanto na versão de estúdio pode ser ouvido "you could have had the decency to give me up before you gave me life", ela cantou "...give me up the day you gave me life", de modo a evitar a referência ao aborto.
Um trecho do filme, no qual Billie Frank — a personagem da cantora — canta a canção sozinha no seu apartamento logo após terminar de escrevê-la, foi utilizada na Ásia como um vídeo promocional para Glitter.

## Alinhamento de faixas
Devido ao grande sucesso do álbum Glitter na Ásia, "Reflections (Care Enough)" foi lançado apenas em territórios japonês e sul-coreano. No Japão foi lançado em formato de CD single de duas faixas, que contém a versão do álbum e a instrumental. Na Coreia do Sul foi distribuído um maxi single de sete faixas composto pela versão do álbum, a canção "There for Me", e versões alternativas e remixes de outras canções do disco.
- CD single — Japão (SRCS 2546)[8]

1. "Reflections (Care Enough)" — 3:23
2. "Reflections (Care Enough)" (instrumental) — 3:24

- Maxi single — Coreia do Sul[18]

1. "Reflections (Care Enough)" (versão do álbum) — 3:21
2. "Never Too Far / Hero" (Al B. Rich Inspiration Mix) (edição da rádio) — 4:38
3. "There for Me" — 4:15
4. "Last Night A DJ Saved My Life" (edição da rádio) — 4:13
5. "Never Too Far" (edição da rádio) — 3:56
6. "Loverboy" (Dreamy Club Of Love Radio Edit) — 4:12
7. "Don't Stop" (instrumental) — 3:33

## Créditos
Os seguintes créditos foram adaptados do encarte do álbum de banda sonora Glitter:
- James "Big Jim" Wright — arranjos, instrumentação
- James Samuel "Jimmy Jam" Harris — arranjos, instrumentação, produção executiva
- Terry Steven Lewis — produção e arranjos, instrumentação, produção executiva
- Mariah Carey — arranjos, composição, produção executiva
- Patrick Webber — assistência de engenharia
- Xavier Smith — assistência de engenharia
- Steve Hodge — gravação
- Dana Jon Chappelle — gravação vocal
- Philippe Pierre — composição
- Bob Ludwig — masterização